# الكون الرياضي
الكون الرياضي في الفيزياء وعلم الكون فرضية كلية تزعم أن